# HJIM van Gasteren

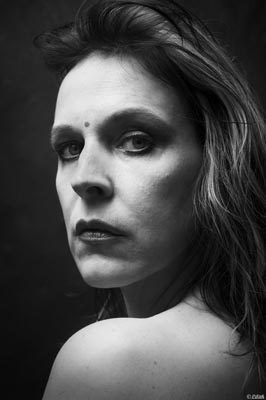
HJIM van Gasteren, Selbstporträt 2011

HJIM van Gasteren (vorher bekannt als Lilith Love), voller Name Henriëtte Johanna Ignatia Maria van Gasteren (* 9. September 1964 in Sevenum, Niederlande), ist eine niederländische  Multimediakünstlerin. Die häufigsten Themen, die in ihren Werken zu sehen sind, handeln von Identität, Frauen und ihre Archetypen, Gender-Bending, Freiheit und Gleichheit.

## Leben
Henriëtte van Gasteren war die Jüngste der Familie mit zwei Kindern. Ihr Vater stellte beruflich Holzschuhe her und war Postbote. Seit ihrer Jugend liebte sie es zu schreiben, zu zeichnen und zu kochen. Nach ihrer Ausbildung an der Schoevers Academie in Nijmegen arbeitete sie von 1983 bis 2000 als Vorstandssekretärin.

### Von der Autorin zur Fotografin
2005 nahm sie das Schreiben wieder auf. Ihre kulinarisch-erotische Geschichte Kalfsbraadstuk op tagliatelle met een zachte saus van witte port en kaas („Kalbsbraten auf Tagliatella mit einer milden Käsesoße und weißem Portwein“) wurde im Band der Raadselige Roos 2005 veröffentlicht, eine Publikation des Prosa- und Poesiewettbewerbes der Literair Café Venray-Region. Anschließend folgten zur Illustration und Veröffentlichung ihre Selbstporträts im Internet, die ihre Geschichten unterstützten. Zunächst mittels einer Webcam, danach mit einer einfachen kompakten Kamera. Seit 2006 wird ihre Lebensgeschichte nur noch durch ihre Fotografien erzählt, die sie selbst, ausgestattet mit Spiegelreflexkamera, Stativ und Fernbedienung, anfertigt.

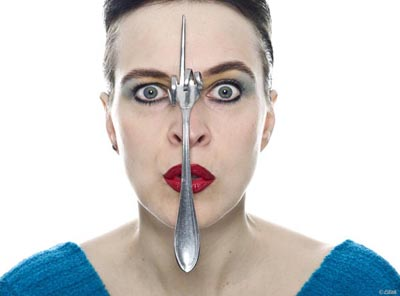
2009: Let the fork do the talking

### Skandal
Ihre Arbeit führte etliche Male zu Kontroversen und wurde während einer Ausstellung im euregio-Haus in Mönchengladbach und im Konferenzraum Rolduc (ehemaliges Priesterseminarium) in Kerkrade zensiert. Ihr Selbstporträt Forgive me father, for…. aus der Konfessionsreihe I could ‘ve had religion wurde dadurch zur Titelseite des Morgenblattes Sp!ts.
2012 stellte van Gasteren als eine der zehn bedeutendsten Limburgischen Künstler im Pulchri Studio in Den Haag ihre Werke aus, dies geschah gemeinsam mit Künstlern wie Ted Noten, Charles Eyck und Lei Molin. Im selben Jahr wurden ihre Werke zum ersten Mal in zwei Ausstellungen im Rahmen der Photoville International, einer internationalen Vereinigung von Fotografen, in den USA ausgestellt: The Wonder of Woman und FotoFestival Naarden.

### Dokumentation
2012 begann van Gasteren mit ihrem Projekt A house is not a home. Das Dekor für ihre Selbstporträts waren fremde Häuser. Gleichzeitig wurde eine andere Form von Fotografie geboren: eine Dokumentation über die im Dorf lebende Lyme-Borreliose-Patientin Risja Steeghs, damals 21 Jahre alt. Das Haus der Kunsten Limburg in Roermond unterstützte neben der Wanderausstellung auch die Publikation des Fotobuches finanziell, beide mit demselben Titel: Risja, a story by Lilith.
Siebe Weide, Direktor der niederländischen Museumsvereinigung, schrieb hierfür das Vorwort. Hedy d’Ancona schrieb das Nachwort und war für die Buchpräsentation in Amsterdam verantwortlich. Künstler Lieve Prins schrieb die Einleitung.
Ebenfalls nahm Frans Pollux, Schriftsteller, Journalist und Musiker, an diesem Projekt teil. Er schrieb ein Gedicht für Risja mit dem Namen De danseres (Die Tänzerin).

### Privat
Henriëtte van Gasteren ist mit dem Musikproduzenten Henk Temming liiert.

## Bücher
- 2012: Risja, a story by Lilith - This is bugging me. ISBN 978-90-819714-0-9
- 2013: A house is not a home. ISBN 978-90-819714-1-6
- 2015: Over hoeren & madonna’s (met sonnetten van Paul Sterk). ISBN 978-90-6216-963-4
- 2016: Skinny dipping. ISBN 978-90-819714-2-3.
- 2020: HJIM, Greatest hits ISBN 978-90-819714-3-0

## Museen
Die folgenden Museen haben Werke von Lilith in ihrem Besitz:
- Museum van Bommel van Dam, Venlo NL
- IKOB – Museum für zeitgenössische Kunst, Eupen B
- Limburgs Museum, Venlo NL
- Gemeentemuseum W:, Weert NL
- CODA Museum, Apeldoorn NL
- Joods Cultureel Kwartier, Amsterdam NL
- Museum Aktfotoart Dresden, Dresden DE